# Dahua Technology
Dahua Technology (amtlich 浙江大华技术股份有限公司, englisch Zhejiang Dahua Technology Co., Ltd.) ist ein chinesisches börsennotiertes Unternehmen mit Hauptsitz in Hangzhou, das Produkte und Dienstleistungen im Bereich der Videoüberwachung vertreibt. Das Unternehmen wurde von Fu Liquan gegründet. Im Zuge des Joint Ventures Leapmotor International wurde bekannt, dass der Leapmotor-Gründer Zhu Jiangming auch Mitgründer von Dahua war. Dahua Technology hat rund 16.000 Mitarbeiter. Lösungen, Produkte und Dienstleistungen von Dahua werden in 180 Ländern und Regionen eingesetzt. Das Unternehmen hat 53 Tochtergesellschaften in Asien, Amerika, Europa, dem Nahen Osten, Ozeanien und Afrika.

## Aktionäre
Dahua Technology befindet sich mehrheitlich im Privatbesitz und unter der Kontrolle von Fu Liquan und seiner Frau Chen Ailing. Am 31. Dezember 2019 besaß Fu als größter Aktionär 35,97 % der Aktien, während Chen 2,37 % besaß.
Dahua Technology befindet sich auch teilweise im Staatsbesitz von Central Huijin Asset Management und China Securities Finance Co., Ltd. mit 1,05 % bzw. 1,32 %. Central Huijin Investment ist ein Staatsunternehmen und eine hundertprozentige Tochtergesellschaft der China Investment Corporation, einem Staatsfonds, der dem Staatsrat der Volksrepublik China untersteht.

## Cybersicherheit und Zertifizierungen von Dahua[10]
Nach vielen Schwierigkeiten in den Jahren 2016 setzte Dahua auf unabhängige Prüfungen und Zertifizierungen- Die Zhejiang Dahua Technology Co., Ltd. erhielt in den vergangenen Jahren verschiedene internationale Sicherheits- und Datenschutz-Zertifizierungen für Produkte und IoT-Dienste.

### TÜV Rheinland (GDPR-Zertifizierung)
Im Mai 2024 erhielt Dahua durch den TÜV Rheinland (China) eine Zertifizierung für Datenschutz und Sicherheit seiner IoT-Dienste. Geprüft wurden unter anderem die Anwendungen DMSS, DoLynk Care und DoLynk Pro. Grundlage war der „Protected Privacy IoT Service Catalogue of Requirements“. Die Zertifizierung bestätigt die Einhaltung der Datenschutz-Grundverordnung (GDPR) und ist bis Mai 2027 gültig. Dies deckt die Dahua App und Cloud Dienste ab.

### EN 303 645
Dahua-Kameras und -Recorder wurden nach dem europäischen Standard EN 303 645 zertifiziert. Dieser Standard, veröffentlicht im Juni 2020 durch das European Telecommunications Standards Institute (ETSI) und unter Beteiligung des Bundesamts für Sicherheit in der Informationstechnik (BSI) entwickelt, legt Anforderungen an die Sicherheit von Smart-Home- und IoT-Geräten fest.

### ISO/IEC 27001:2022
Im Juni 2025 wurde Dahua nach dem internationalen Standard ISO/IEC 27001:2022 für Informationssicherheits-Managementsysteme zertifiziert. Die Prüfung erfolgte durch DNV Business Assurance und ist sowohl von der chinesischen Akkreditierungsstelle CNAS als auch von der britischen Akkreditierungsstelle UKAS anerkannt. Die Zertifizierung umfasst Hardware, Software, Cloud-Dienste sowie branchenspezifische Sicherheits- und Big-Data-Plattformen und gilt bis Juni 2028.

### Common Criteria
Die Dahua Network Camera Series erhielt im Dezember 2023 die Zertifizierung nach den internationalen Common Criteria (Version 3.1, Revision 5) auf der Sicherheitsstufe EAL3. Das Zertifikat wurde von TÜV Rheinland Nederland B.V. ausgestellt und von der Prüfstelle SGS Brightsight begleitet. Es ist bis Dezember 2028 gültig und Teil sowohl des internationalen CC Recognition Arrangement (CCRA) als auch des europäischen SOGIS-Abkommens.

## Kontroversen
Im September 2016 wurde der bisher größte DDoS-Angriff mit KrebsOnSecurity.com auf ein Botnet zurückgeführt. Nach Angaben des Internet-Providers Level 3 Communications waren die am häufigsten infizierten Geräte in diesem Botnetz Dahua- und Dahua-OEM-Kameras und DVRs. Fast eine Million Dahua-Geräte waren mit der Malware Bashlite infiziert. Eine Schwachstelle in den meisten Kameras von Dahua ermöglichte es “anyone to take full control of the devices' underlying Linux operating system just by typing a random username with too many characters.” (deutsch: „jedem, die volle Kontrolle über das zugrunde liegende Linux-Betriebssystem der Geräte zu übernehmen, indem er einfach einen zufälligen Benutzernamen mit zu vielen Zeichen eingab.“) Dies wurde ausgenutzt und Malware auf den Geräten installiert, die es ermöglichte, sie “both DDoS attacks as well as for extortion campaigns using ransomware.” (deutsch: „sowohl für DDoS-Angriffe als auch für Erpressungskampagnen mit Lösegeldern“) zu verwenden.
Im März 2017 entdeckten Sicherheitsforscher, die für ein Fortune-500-Unternehmen arbeiten, eine Backdoor in vielen Dahua-Kameras und DVRs. Die Schwachstelle war auf Kameras innerhalb des Netzwerks des Fortune-500-Unternehmens aktiviert worden und die Daten wurden durch die Firewall des Unternehmens nach China geschleust. Die Schwachstelle ermöglichte es Unbefugten, mit Hilfe eines Webbrowsers die Datenbank mit Benutzernamen und Passwörtern eines Geräts aus der Ferne herunterzuladen und anschließend darauf zuzugreifen. Dahua gab ein Firmware-Update heraus, um die Schwachstelle in 11 seiner Produkte zu beheben. Sicherheitsforscher entdeckten jedoch, dass die aktualisierte Firmware dieselbe Schwachstelle enthielt und die Schwachstelle lediglich in einen anderen Teil des Codes verlegt worden war. Dies wurde von den Sicherheitsforschern als vorsätzliche Täuschung bezeichnet.
Dahua hat bei der Massenüberwachung von Uiguren in Xinjiang eine Rolle gespielt. Im Oktober 2019 setzte die US-Regierung Dahua Technology wegen seiner Rolle bei der Überwachung von Uighuren in Xinjiang und anderen ethnischen und religiösen Minderheiten in China auf die Entitätenliste des Bureau of Industry and Security. Im November 2020, nachdem Sicherheitsforscher Gesichtsidentifizierungs-Softwarecode mit Bezeichnungen nach Ethnizität identifiziert hatten, entfernte Dahua den fraglichen Code aus GitHub.
Im November 2022 untersagte die Federal Communications Commission (FCC) auf Grundlage des Secure Equipment Act von 2021 die künftige Verwendung von Dahua-Produkten durch öffentliche Stellen in den USA, nicht jedoch durch Privatpersonen, aus Gründen der nationalen Sicherheit.
Im Februar 2023 ließ Australien am Außenministerium und an Verteidigungsstandorten aufgrund von befürchteter Datenweitergabe an den chinesischen Geheimdienst auch Einrichtungen von Dahua entfernen.
Am 5. Juni 2023 aufgrund seiner anhaltenden Geschäftsbeziehungen mit Russland während des russischen Überfalls auf die Ukraine wurde Dahua Technology von der ukrainischen Nationalen Agentur für Korruptionsprävention in die Liste der Sponsoren des russischen Krieges aufgenommen.